# Margriet Heymans

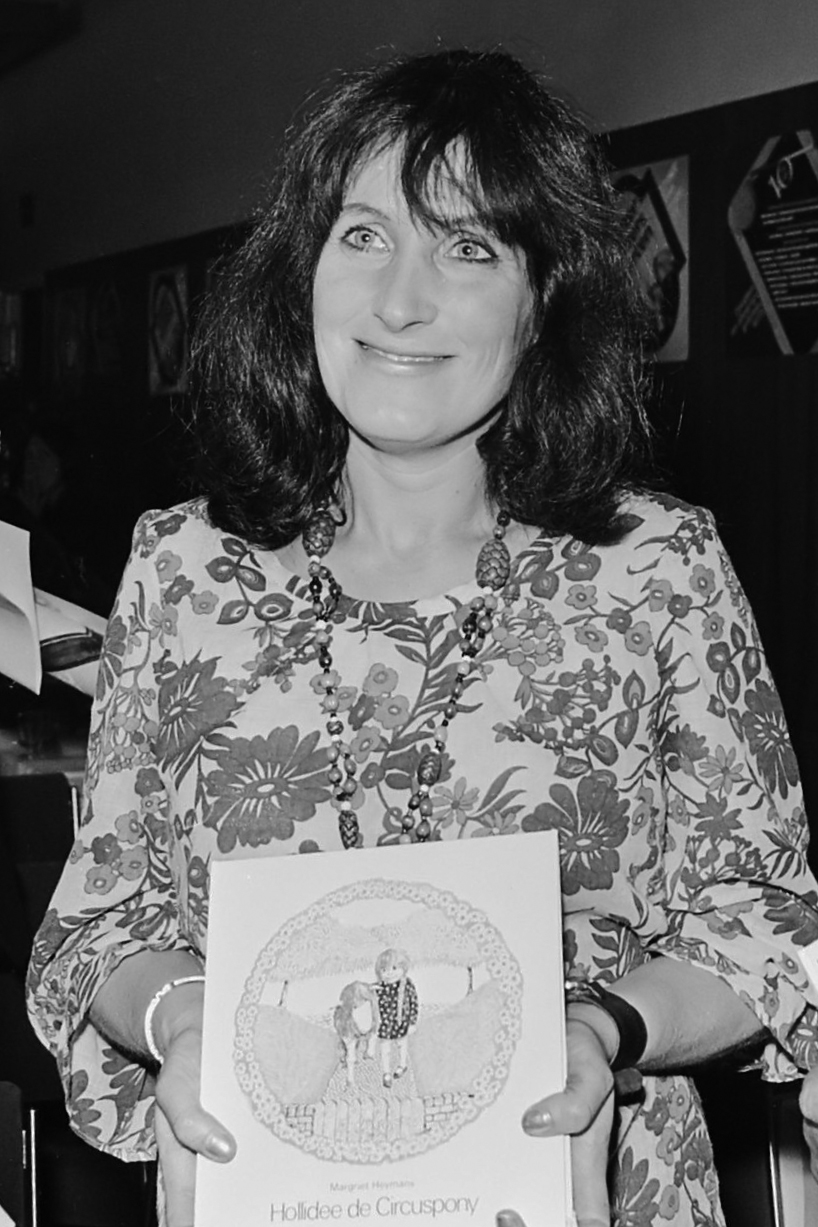
Margriet Heymans, 1973

Margaretha „Margriet“ Henrica Gerardus Maria Heijmans (* 29. Oktober 1932 in ’s-Hertogenbosch; † 27. Juli 2023 ebenda) war eine niederländische Schriftstellerin und Illustratorin von Kinderbüchern.

## Leben
Margriet Heymans wuchs in einer katholischen Familie als eines von sieben Kindern in ’s-Hertogenbosch auf. Ihre Eltern waren der Stadtbeamte Theodorus Heijmans (1903–1970) und Alida Grosfeld (1905–1998). Kreativität spielte in ihrer Familie eine wichtige Rolle. Margriet und Annemie (1935–2008) malten und zeichneten schon als Kinder, erzählten sich dabei selbst ausgedachte Geschichten und verfassten Cartoons. Margriet besuchte das Lyzeum und arbeitete in der Schülerzeitung mit. Anschließend war sie zwei Jahre Schülerin an der School voor Kunst en Kunstnijverheid (Kunstgewerbeschule) in 's-Hertogenbosch. Danach zog sie nach Amsterdam und studierte an der Rijksakademie van beeldende kunsten. Sie verdiente ihren Lebensunterhalt mit Putzen und besuchte abends den Modellkurs an der Akademie. Ihre Schwester Annemie folgte ihr an die Akademie und wohnte auch bei ihr.
1958 erschienen erste Illustrationen von Margriet Heymans in der Kinderzeitschrift Kris Kras. In den folgenden Jahren illustrierte sie neben Grimms Märchen verschiedene Bücher niederländischer Autoren, und Hefte für Leseanfänger aus dem Zwijsen-Verlag. Sie schrieb und bebilderte vor allem eine große Anzahl eigener Kinderbücher und entwarf 1994 ein Briefmarkenmotiv. Einige ihrer Bücher entstanden in Kooperation mit ihrer Schwester Annemie. Von 1973 bis 1992 lehrte sie das Fach Illustration an ihrer früheren Kunstgewerbeschule, der heutigen Koninklijke Academie voor Kunst en Vormgeving, in ’s-Hertogenbosch. Sie war zweimal verheiratet und hatte fünf Kinder. Sie starb 2023 im Alter von 90 Jahren.

## Werk
Margriet Heymans malte Aquarelle und fertigte Zeichnungen mit Bunt- und Bleistiften.
Gemeinsam mit ihrer Schwester Annemie Heymans schrieb und illustrierte sie 1971 ihr erstes Bilderbuch „Het poppenfeest“,  für das sie jeweils die Hälfte der Zeichnungen anfertigten. Gemeinsam verfassten und bebilderten sie auch „De gele draad“ (1982) und „De prinses van de Moestuin“ (1991). Ihre Zusammenarbeit mit ihrer Schwester Annemie wurde 1981 in Paris und 1984 im Museum Swaensteyn in Voorhout ausgestellt.
Die Illustrationen für „Annetje Lie in het holst van de nacht“ übernahm Margriet Heymans auf Bitte des Verlegers vom Amsterdamer Verlag Van Holkema & Warendorf auf Initiative der Autorin Imme Dros, die Margriets Zeichnungen in einer Zeitschrift gesehen hatte. Statt der ursprünglich geplanten sieben Innenillustrationen in Farbe schuf Heymans oben auf jeder Seite eine schwarz-weiße, stark schraffierte Federzeichnung, insgesamt einhundertfünfzehn. Sie erklärte später, dass sie dieses Buch für die schönste Geschichte eines anderen Autors hielt, die sie jemals illustriert hatte.
Margriet Heymans sieht ihre Zeichnungen als inspiriert von Friedrich Karl Waechter, Maurice Sendak, Janosch und Helen Oxenbury. Ihr Zeichen- und Erzählstil wird als „unkonventionell, poetisch und herausfordernd“ beschrieben und bewegt sich auf der Grenze „zwischen Realität und Fantasie, zwischen Humor und Ernsthaftigkeit, zwischen Zugänglichkeit und Hermetik, zwischen Tragödie und Unbeschwertheit.“ Dabei verknüpft Heymans das Alltägliche mit dem Absurden. Ihr Werk „zeichnet sich durch Humor und Fantasie, aber auch durch eine etwas unheilvolle Atmosphäre aus.“  Es „verweist auf eine Märchenwelt, ist aber nie süß.“
Im Jahr 2018 schenkte Heymans ihre Originalillustrationen, einschließlich Skizzen und Vorstudien, an das Niederländische Literatuurmuseum in Den Haag, das eine Auswahl ihrer Arbeiten ausstellte.

## Veröffentlichungen (Auswahl)
- 1971: Het poppenfeest (mit Annemie Heymans)
- 1972: Hollidee de circuspony
- 1975: Kattekwaad en popperommel
- 1982: De gele draad
- 1982: Ik ben Jantje en ik kan al lezen
- 1982: Mijn muis wil een boek
- 1982: De gele draad (mit Annemie Heymans)
- 1982: Moe vist een bel op
- 1982: Wie ziek is, wil geen kaas
- 1984: Jipsloop
- 1986: Adam Wortel krijgt bezoek (mit Annemie Heymans)
- 1988: Lieveling, boterbloem
- 1989: Ik wil naar huis!
- 1990: Wie heeft er mijn broertje gezien?
- 1991: De prinses van de moestuin (mit Annemie Heymans)
- 1992: Goede raad kan geen kwaad
- 1992: Riet op de mat
- 1997: De wezen van woesteland
- 1999: Dora, of De tante van de trollen
- 2005: Diep in het bos van Nergena
- 2009: Op zoek naar opa Bleskop[2]

## Auszeichnungen

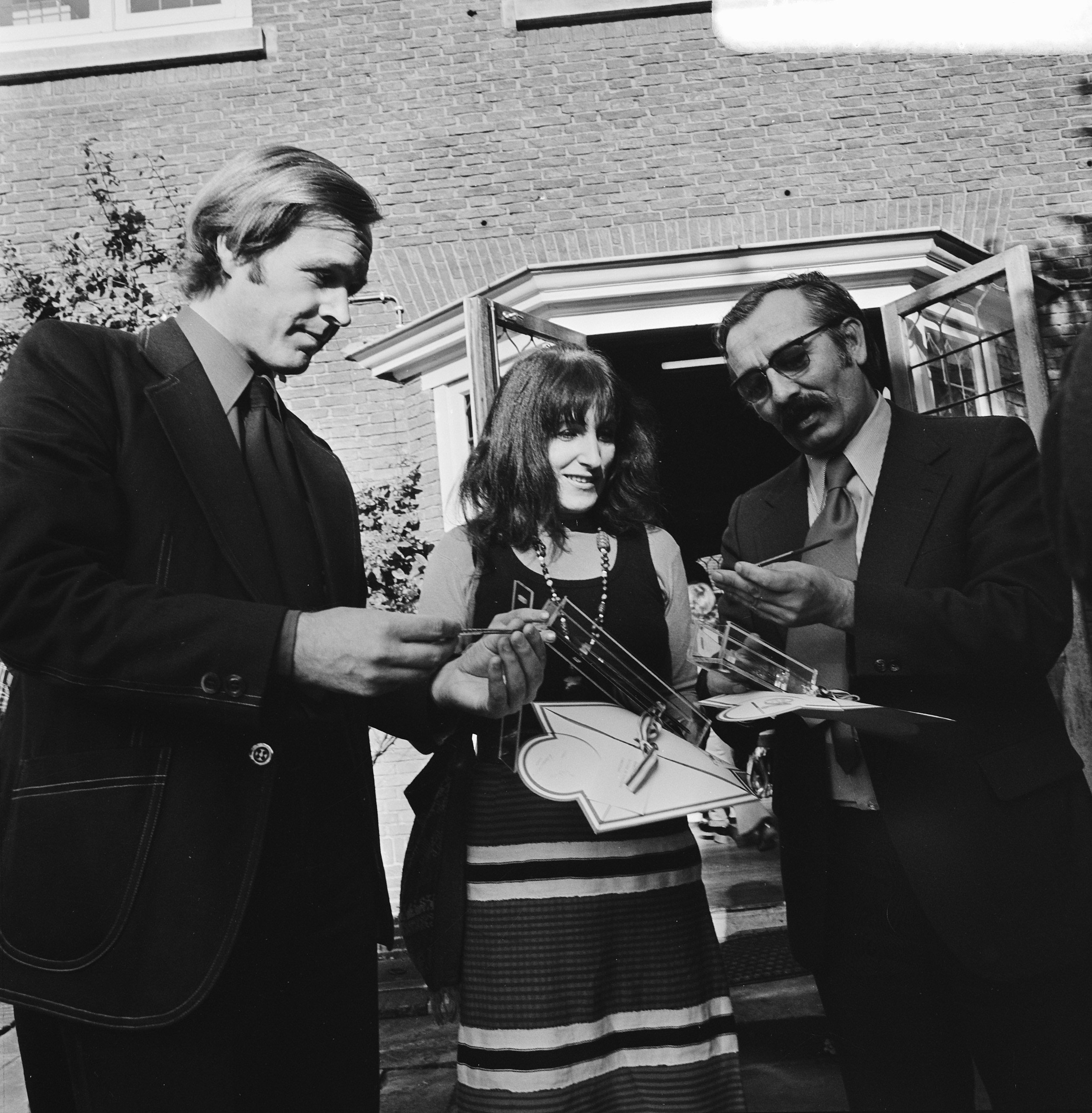
Jan Terlouw, Margriet Heymans und Henk Barnard bei einer Preisvergabe, 1973

Heymans wurde vielfach für ihr Werk ausgezeichnet:
- 1973: Gouden Griffel für die Illustration von „Hollidee de circuspony“
- 1985: Zilveren Penseel für „Jipsloop“
- 1988: Gouden Penseel für die Illustration von „Annetje Lie in het holst van de nacht“
- 1989: Zilveren Griffel für „Lieveling, boterbloem“
- 1989: Woutertje Pieterse Prijs für „Lieveling, boterbloem“
- 1992: Zilveren Griffel für „De prinses van de moestuin“
- 1993: Nienke van Hichtum-prijs für „De prinses van de moestuin“, zusammen mit Annemie Heymans
- 1994: Mildred L. Batchelder Award für „De prinses van de moestuin“, zusammen mit Annemie Heymans
- 1998: Gouden Penseel für „De wezen van Woesteland“
- 2007: Nienke van Hichtum-prijs für „Diep in het bos van Nergena“